# Zoetwaterkwal
De zoetwaterkwal (Craspedacusta sowerbii) is een poliep uit de klasse Hydrozoa. De wetenschappelijke naam werd in 1880 voor het eerst geldig gepubliceerd door Lankester. Hij vernoemde de soort naar Sowerby, de secretaris van de Botanical Society of London, die de dieren ontdekte. Het epitheton werd door hem gespeld als "Sowerbii"; bij de vorming van de naam latiniseerde hij dus eerst Sowerby's naam tot "Sowerbius", waarna hij er een genitief van maakte met de uitgang "-i". De kwal is een van de soorten die niet steekt.

## Verspreiding en leefgebied
Het dier is ontdekt in een tank voor Braziliaanse waterlelies in Londen. Daarom dacht men lange tijd dat deze exoot afkomstig was uit de Amazone. Later bleek dat het dier inheems is in de Yangtze in China. Sindsdien is het op elk continent geïntroduceerd behalve Antarctica, vermoedelijk door transport van waterplanten. De kwal werd ook in België en Nederland waargenomen.

## Leefwijze
Het grootste deel van het jaar, waaronder de winter, leeft het dier als een poliep in kolonies. Echter alleen als de winter mild is zal de kwal zich verder ontwikkelen. Het dier kan zich als poliep ongeslachtelijk voortplanten. De kolonies stammen meestal af van één dier zodat de hele kolonie óf mannelijk óf vrouwelijk is. In de zomer (in de Benelux alleen in heel warme zomers) maken zich medusen los van de kolonie, die zich als vrijzwemmend organisme kunnen verplaatsen. De dieren kunnen dan het andere geslacht tegenkomen en zich geslachtelijk voortplanten.